# Papa Gelásio II
O Papa Gelásio II, nascido Giovanni Gaetani (Gaeta, c. 1063 — Cluny, 29 de janeiro de 1119), foi um monge beneditino. Eleito o 161º Papa em 24 de janeiro de 1118, pontificou por 1 ano até sua morte.
Mal o Papa Pascoal II terminou o seu tempestuoso pontificado, os cardeais souberam que Henrique V se tinha aliado a uma facção romana para forçar a escolha de um candidato mais maleável. Secretamente reuniram-se num mosteiro beneditino e enviaram um mensageiro a Monte Cassino para convocar o Cardeal João de Gaeta, informando-o que o tinham eleito papa por unanimidade. Quando se espalhou a notícia de que os cardeais tinham eleito um papa sem consultar o imperador, partido imperial, comandado por Cenzio Frangipani , atacou o mosteiro; Cenzio agarrou o novo papa pelo pescoço, atirou-o ao chão e arrastou-o pelos cabelos até um castelo próximo, onde o atirou para um calabouço carregado de correntes. Indignados com este acto brutal, o romanos cercaram os revoltosos e exigiram a libertação imediata do papa. Cenzio e a facção imperial, intimidados, atiraram-se aos pés do papa pedindo misericórdia. Formou-se uma procissão e, no meio de gritos de alegria, Gelásio II (foi o nome por ele escolhido) foi levado a Latrão e entronizado.
Foi um triunfo de curta duração, pois a 2 de Março, o imperador Henrique V, sabendo do que se passara em Roma, deixou o seu exército na Lombardia e dirigiu-se rapidamente para a Cidade Eterna. Numa noite de tempestade, o papa e a sua corte fugiram pelo rio Tibre em duas galeras, sob as pedras e flechas que lhes atiravam os membros da facção imperial. Depois de vários percalços, Gelásio II consegue chegar a Gaeta, onde foi recebido de braços abertos pelos normandos. Sendo apenas diácono, recebeu ordenação sacerdotal e consagração episcopal. Enquanto isso, ignorando a eleição dos cardeais, o imperador coloca no trono pontifício a Maurício Bordino, arcebispo de Braga, em Portugal, que teve a ousadia de usar o venerado nome de Gregório. Gelásio excomungou os dois, o antipapa e o imperador e, logo que o imperador abandonou Roma, voltou secretamente, mas depressa compreendeu que seria melhor abandonar Itália, e dirigiu-se a França. Foi recebido com grande deferência e o conselheiro de Luis VI, o abade Suger, conduziu-o ao seu mosteiro. Tentava o papa convocar um grande sínodo, quando morreu, deixando os problemas para o seu sucessor, o Papa Calisto II.